# Gabriel Llompart i Jaume
Gabriel Llompart i Jaume Santandreu (Inca, 16 de novembre de 1862 - Palma, 9 de desembre de 1928) fou un religiós mallorquí, que va ésser bisbe de Tenerife, Girona i Mallorca, successivament.
Nascut a Inca el 16 de novembre de 1862, s'ordenà capellà el 13 de desembre de 1886 i es doctorà en Teologia i Dret Canònic. Fou canonge de la catedral de Mallorca. El papa Benet XV el nomenà bisbe de Tenerife el 17 de maig de 1918, on estigué fins al desembre de 1922. Va ser el cinquè bisbe de Tenerife.
El 1919 Gabriel Llompart va presidir les celebracions amb motiu del primer centenari de la creació de la Diòcesi de Tenerife. Però el seu fet més transcendental i recordat en aquesta diòcesi va ser que per la seva intercessió va poder restablir-se de nou l'Orde dominic en la Vila de Candelaria, després d'haver estat expulsats durant la desamortització de Mendizabal. El 9 de juliol de 1922, els dominics van prendre de nou possessió del Reial Convent de la Mare de Déu de la Candelaria (patrona de les Illes Canàries), i es van reprendre les obres de restauració del mateix paralitzades des de gairebé un segle abans.
El 27 de juny se 1922 fou designat bisbe de Girona. Mentre era bisbe a aquesta capital s'esdevingué el cop d'estat del general Primo de Rivera del 13 de setembre de 1923. Les noves autoritats no es complagueren de la tébia adhesió del prelat a la seva causa i utilitzaren les influències que pogueren per precipitar el seu trasllat. Fou acusat de catalanista i, a principis de 1925, el diari La Gaceta de Madrid ja anunciava la seva destinació a la seu de Mallorca, fet que no es produí definitivament fins al 30 d'abril d'aquell any.
Tres anys i mig després, el bisbe Llompart moria a Palma el 9 de desembre de 1928, a l'edat de 66 anys. És enterrat a la nau central de la catedral.